# Pénélope

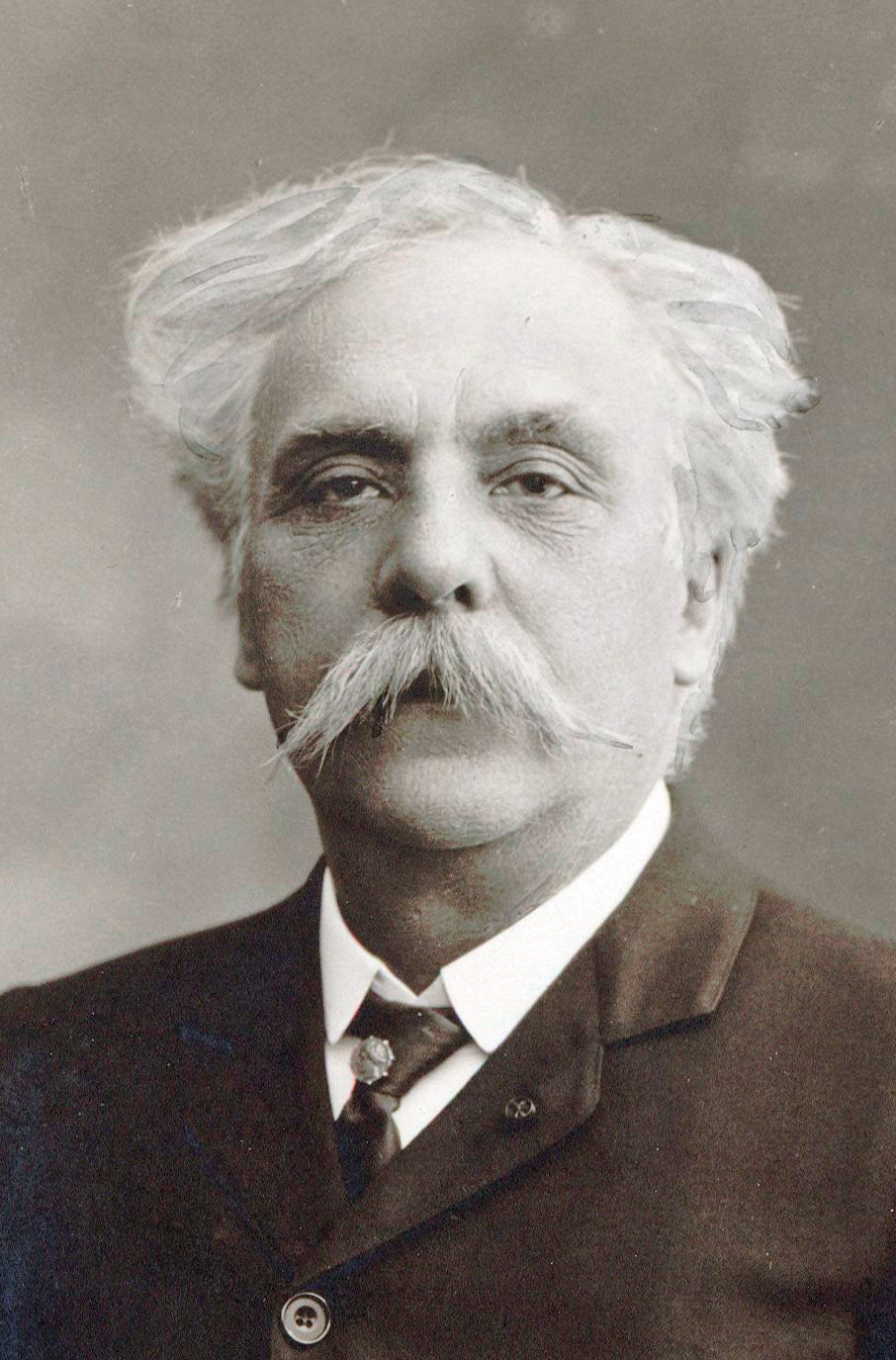
Gabriel Fauré 1905.

Pénélope är en fransk opera i tre akter med musik av Gabriel Fauré och libretto av René Fauchois efter Sångerna XIII-XXIII från Homeros episka verk Odysséen.

## Historia
Fauchois libretto är inte lika litterärt avancerat som Jean Lorrains till Prométhée. Det finns inga gudar med i handlingen och till och med Odysseus son Telemachos saknas. Trots att Fauré skrev en del kraftfull musik till operans höjdpunkt - dödandet av friarna - är Pénélope inget krigsepos utan en hyllning till det borgerliga äktenskapet på samma sätt som sångcykeln La bonne chanson var en hyllning till den borgerliga förlovningen; privata förhoppningar och tvivel som till slut får sin lösning i en trygg och ombonad lycka. 
Faurés egen livssituation var mer komplicerad än så: före sitt äktenskap hade det varit hans älskarinna Emma Bardac (senare Claude Debussys hustru) som inspirerat honom till La bonne chanson. I Fauchois text saknade akt II verklig handling. Det blev mer ett äktenskapligt resonemang mellan den försummade hustrun Penelope och hennes ännu maskerade man. Fauré tycktes trakterad av detta ovanliga grepp och godtog Fauchois version. 
Då Fauré hade lyckats komponera Prométhée på mindre än sex månader skulle Pénélope ta honom fem år, då han 1905 blev rektor för Conservatoire de Paris. Operan hade premiär den 4 mars 1931 på Opéra de Monte-Carlo men blev ingen succé. Orsaken var bland annat att operachefen var mer intresserad av sin egen opera som skulle ha premiär fyra dagar senare. Fauré brydde sig inte om kritiken utan såg föreställningen som en generalrepetition för uppsättningen i Paris två månader senare. Den 10 maj 1913 hade Pénélope fransk premiär på den nyöppnade teatern Théâtre des Champs-Élysées och mottogs väl. Men dessvärre för Fauré blev operan bara en kort tid samtalsämnet i Paris; mindre än tre veckor senare blev Théâtre des Champs-Élysées skådeplatsen för seklets största musikskandal: premiären på Igor Stravinskijs balett Våroffer den 29 maj. Efter det nämndes inte Faurés opera i pressen. Ett halvår senare gick teatern nästan i konkurs och man blev tvungen att sälja både kostymer och dekor.

### Faurés musik
Liksom i Prométhée använde sig Fauré av Richard Wagners ledmotivsteknik för att accentuera vissa aspekter hos huvudrollerna. Musiken är mindre symfonisk än hos Wagner men inte mycket recitativ heller eller arior. Endast den inledande spinnkören, de små danserna och finalhyllningen till Zeus är vad som kan betecknas som formella musiknummer. All musik följer noga handlingen. Såsom ofta i Faurés senare verk är harmoniken rätt avancerad då musiken drar mot avlägsna tonarter men mer som antydningar än ren atonalism. Fauré dedicerade operan till den konservative tonsättaren Camille Saint-Saëns, som hade uppskattat Prométhée, men som nu kände sig förvirrad och besviken på Faurés nya musikstil.

## Personer
- Pénélope (Penelope) (sopran)

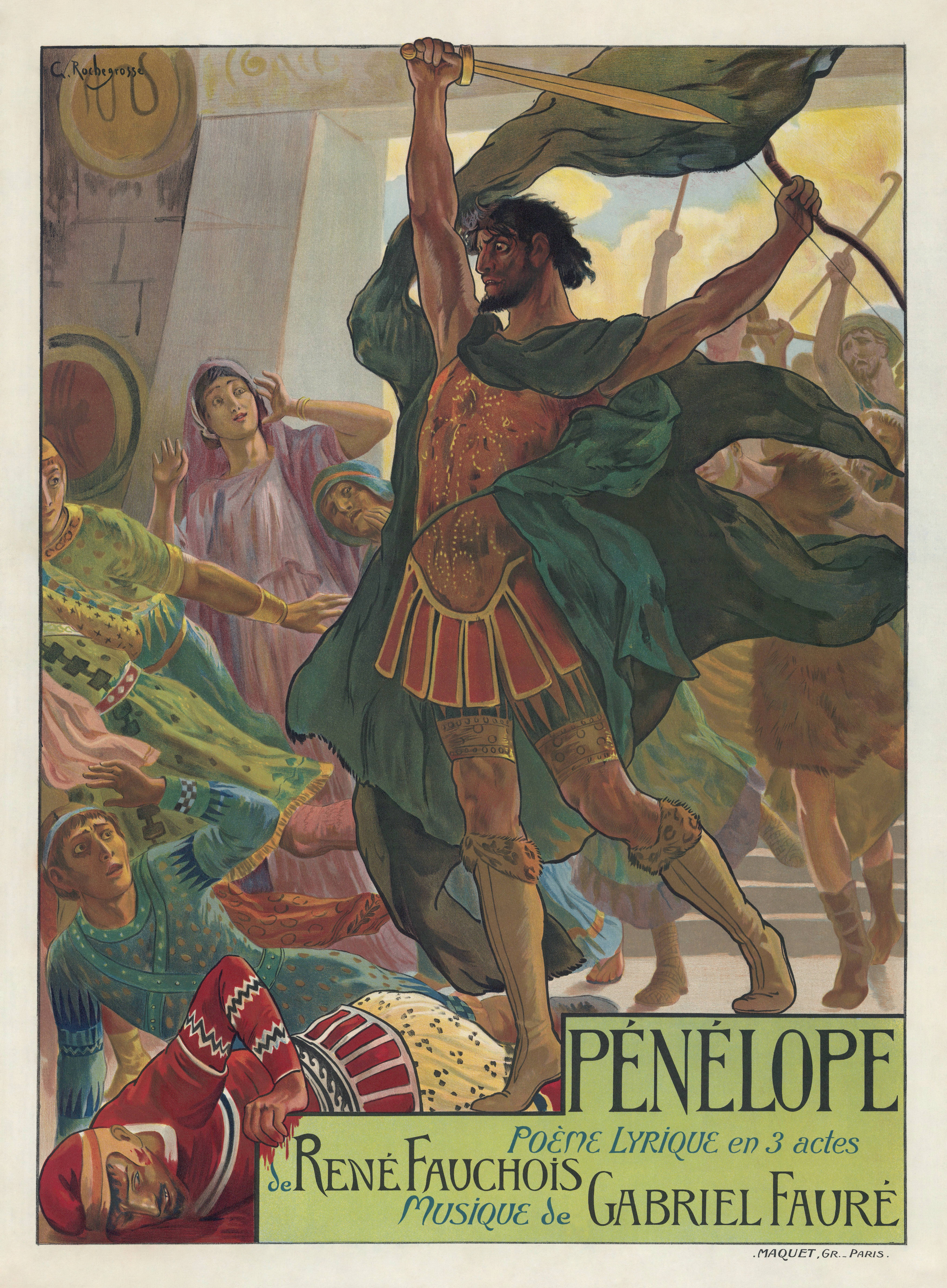
Affisch 1913.

- Kung Ulysse (Odysseus), hennes make (tenor)
- Eumée (Eumaeus), Ulysses svinaherde (baryton)
- Euryclée (Euryclea), Pénélopes amma (mezzosopran)
- Antinoüs, friare (tenor)
- Alkandre, tjänarinna (mezzosopran)
- Mélantho, tjänarinna (sopran)
- Phylo, tjänarinna (mezzosopran)
- Ctésippe, friare (tenor)
- Pisandre, friare (tenor)
- Eurymache, friare (baryton)
- Cléone, tjänarinna (mezzosopran)
- Léodès, friare (tenor)
- Lydie, tjänarinna (sopran)
- Une suivante (en ledsagerska) (sopran)

## Handling

### Akt I

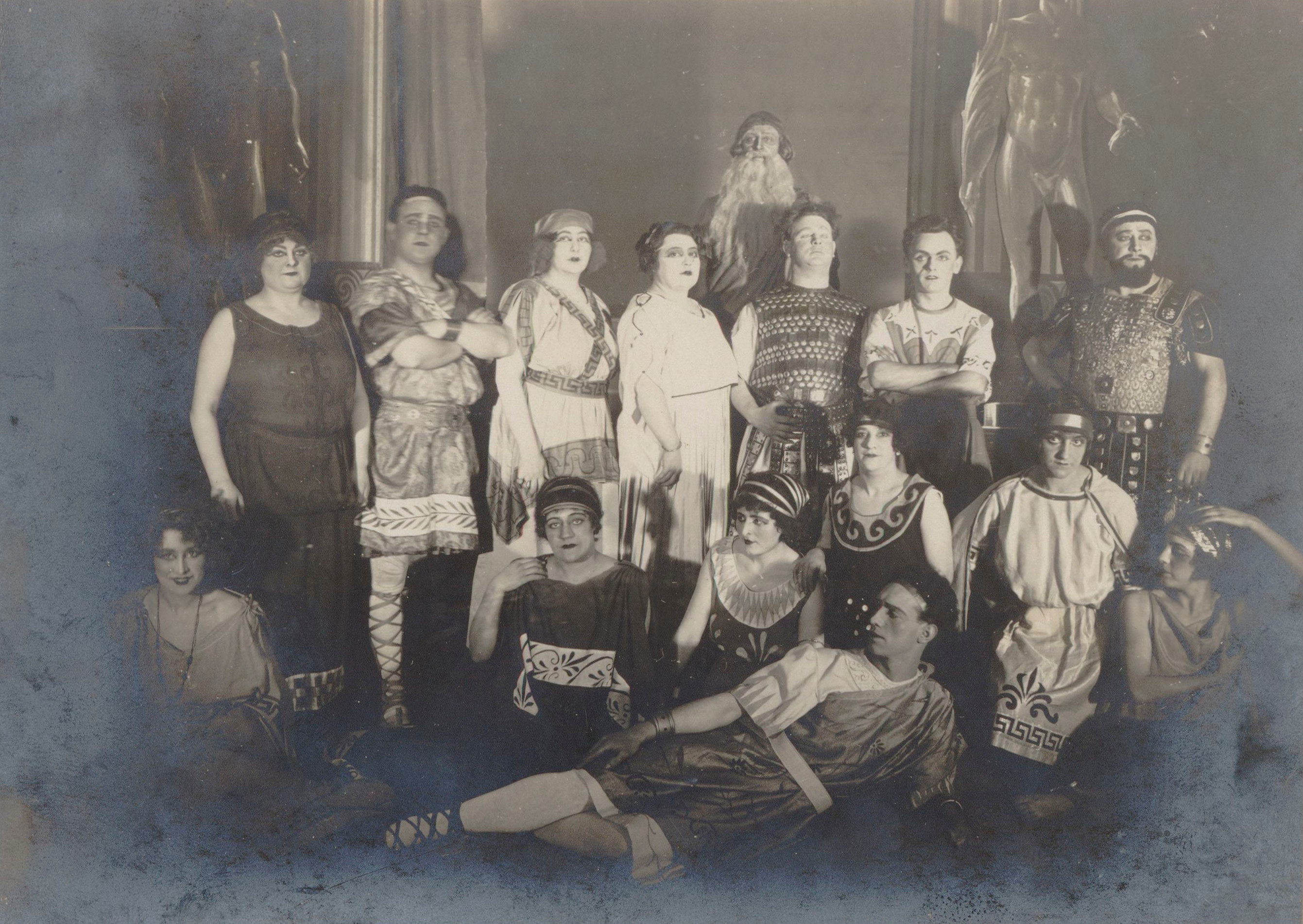
Deltagare i en föreställning på operan i Antwerpen 1924.

Ulysses palats på Ithaka. Det musikaliska förspelet bygger på Pénélopes och Ulysses teman. Palatset skymtar i dunklet. Medan Pénélopes tjänarinnor spinner diskuterar de hennes olyckliga situation: efter tio år har hennes make fortfarande inte kommit tillbaka från det trojanska kriget, och hon ansätts svårt av ivriga unga friare som hörs stoja i ett bakre rum. Tjänarinnorna tycker att hennes tålmodiga väntan har blivit meningslös. De tycker att hon nu borde ha valt en ny man. Friarna gör entré och ropar bryskt på henne och förolämpar hennes gamla amma Euryclée. Pénélope kommer in och upprepar sin trohet mot Ulysse och påminner friarna om hennes löfte att välja en av dem först när hon har slutfört att sy på den väv som hon lovat sin svärfar. De blir missmodiga när de ser hur mycket av väven som ännu återstår att väva. För att dämpa deras ilska ser hon till att en dans utförs, själv uttrycker hon sin längtan efter sin make ("Ulysse! fier époux!"). Plötsligt kommer det in en enkel tiggare - det är Ulysse som är förklädd. Friarna misshandlar honom och återvänder till festen. Pénélope välkomnar varmt tiggaren - för ett ögonblick tycker hon sig känna igen honom men slår bort tanken. Den gamla amman känner dock igen honom, men Ulysse ber henne tiga innan han går iväg för att få mat. Pénélope börjar med att repa upp dagens väv, såsom hon gör varje natt. Men friarna kommer på henne och förklarar att hon nu måste välja en av dem. Hon och Euryclée förbereder för det nattliga vakandet efter Ulysses skepp. "Tiggaren" går med på att hjälpa till och medan de hämtar en mantel åt honom gläder han sig över hustruns trohet

### Akt II
På en bergskulle sitter herden Eumaeus och grubblar. Pénélope tänker tillbaka på hur hon brukade komma hit med sin make. Samtidigt lovar Euryclée att hjälpa Ulysse med att driva friarna på flykten. Pénélope frågar ut tiggaren som påstår sig vara en olycklig kung från Kreta ("O mon hôte, à présent") som nyligen inhyste den stormdrabbade Ulysses i tolv dagar. Han försäkrar henne att Ulysse är på väg hem. Hon blir överlycklig och han blir djupt rörd. Innan kvinnorna går hem för att förbereda valet av någon av friarna ber tiggaren om någon av dem har visat sig värdig att spänna Ulysses pilbåge. Hon förstår vinken. När de har gått därifrån avslöjar han sig för herden, som hyllar honom och lovar att hjälpa honom.

### Akt III
Via ett svallande, upprört förspel förflyttas vi till den kungliga salen alltmedan dagen gryr. Ensam har Ulysse strykt omkring palatset hela natten och beväpnar sig nu med ett svärd. Amman berättar att Pénélope legat sömnlös av oro och förtvivlan. Eumaeus avslöjar att friarna har ställt till med en bröllopsbankett, vilket innebär att alla herdar är beredda med sina slaktknivar. Friarna samlas. Antinoüs besjunger ungdomens glädje medan Eyrumache plågas av dåliga omen. Dansare och flöjtspelare uppträder. Pénélope förkunnar att valet ska avgöras genom en tävling som går ut på att försöka spänna Ulysses stora pilbåge. En storm nalkas medan hon siar om en annalkande fara. Friarna blir oroliga. Tjänarna ställer upp det dussintal yxor genom vilka den vinnande pilen ska passera. Ingen av friarna förmår spänna bågen. Tiggaren går fram, klarar testet och skjuter Eyrumache. Herdarna rusar fram och hjälper till att döda alla friare. Ulysse och Pénélope gläds över sin återförening och alla prisar Zeus.